# 1 Дечембріє (комуна)
1 Дечембріє, Интий-Дечембріє (рум. 1 Decembrie) — комуна у повіті Ілфов в Румунії. До складу комуни входить єдине село 1 Дечембріє.

## Географія
Комуна розташована на відстані 16 км на південь від Бухареста.

### Клімат
| Клімат 1 Дечембрія      | Клімат 1 Дечембрія | Клімат 1 Дечембрія | Клімат 1 Дечембрія | Клімат 1 Дечембрія | Клімат 1 Дечембрія | Клімат 1 Дечембрія | Клімат 1 Дечембрія | Клімат 1 Дечембрія | Клімат 1 Дечембрія | Клімат 1 Дечембрія | Клімат 1 Дечембрія | Клімат 1 Дечембрія | Клімат 1 Дечембрія |
| Показник                | Січ.               | Лют.               | Бер.               | Квіт.              | Трав.              | Черв.              | Лип.               | Серп.              | Вер.               | Жовт.              | Лист.              | Груд.              | Рік                |
| Середній максимум, °C   | 1,5                | 4,1                | 10,5               | 18,0               | 23,3               | 26,8               | 28,8               | 28,5               | 24,6               | 18,0               | 10,0               | 3,8                | 16,5               |
| Середня температура, °C | −2,4               | −0,1               | 4,8                | 11,3               | 16,7               | 20,2               | 22,0               | 21,2               | 16,9               | 10,8               | 5,2                | 0,2                | 10,6               |
| Середній мінімум, °C    | −5,5               | −3,3               | 0,3                | 5,6                | 10,5               | 14,0               | 15,6               | 15,0               | 11,1               | 5,7                | 1,6                | −2,6               | 5,7                |
| Днів з опадами          | 6                  | 6                  | 6                  | 7                  | 6                  | 6                  | 7                  | 6                  | 5                  | 5                  | 6                  | 6                  | 72                 |
| ----------------------- | ------------------ | ------------------ | ------------------ | ------------------ | ------------------ | ------------------ | ------------------ | ------------------ | ------------------ | ------------------ | ------------------ | ------------------ | ------------------ |
| Джерело: www.yr.no      |                    |                    |                    |                    |                    |                    |                    |                    |                    |                    |                    |                    |                    |

## Населення
За даними перепису населення 2002 року у комуні проживали 9436 осіб.
Національний склад населення комуни:
| Національність   | Кількість осіб | Відсоток |
| ---------------- | -------------- | -------- |
| румуни           | 9067           | 96,1 %   |
| цигани           | 363            | 3,8 %    |
| німці            | 2              | < 0,1 %  |
| угорці           | 1              | < 0,1 %  |
| росіяни-липовани | 1              | < 0,1 %  |
| татари           | 1              | < 0,1 %  |
| хорвати          | 1              | < 0,1 %  |

Рідною мовою назвали:
| Мова      | Кількість осіб | Відсоток |
| --------- | -------------- | -------- |
| румунська | 9432           | > 99,9 % |
| німецька  | 2              | < 0,1 %  |
| російська | 1              | < 0,1 %  |

Склад населення комуни за віросповіданням:
| Релігія                                       | Кількість осіб | Відсоток |
| --------------------------------------------- | -------------- | -------- |
| православні                                   | 9302           | 98,6 %   |
| адвентисти                                    | 41             | 0,4 %    |
| римо-католики                                 | 40             | 0,4 %    |
| п'ятдесятники                                 | 28             | 0,3 %    |
| баптисти                                      | 6              | 0,1 %    |
| мусульмани                                    | 2              | < 0,1 %  |
| бретрени                                      | 2              | < 0,1 %  |
| реформати                                     | 1              | < 0,1 %  |
| греко-католики                                | 1              | < 0,1 %  |
| лютерани (Синодально-пресвітеріанська церква) | 1              | < 0,1 %  |
| лютерани (Аугсбурзького сповідання)           | 1              | < 0,1 %  |
| не вказали релігію                            | 1              | < 0,1 %  |